# Provincia de Ancona
Ancona (italiano: provincia di Ancona) es una provincia de la región de Marcas, en Italia. Su capital, y ciudad más poblada, es la ciudad de Ancona.

## Geografía

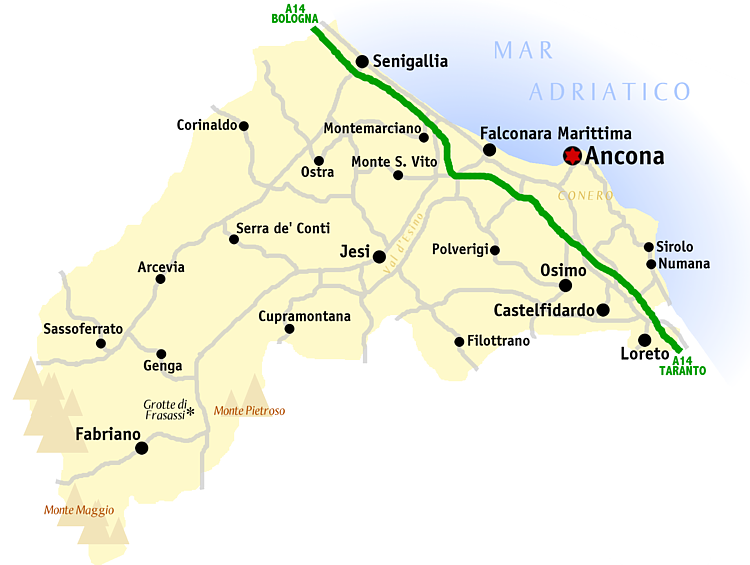
Mapa de la provincia de Ancona.

La provincia de Ancona tiene una superficie de 1963,22 km². La provincia limita al noreste y al este con el mar Adriático, al noroeste con la provincia de Pesaro y Urbino, al oeste con la región de Umbría (provincia de Perusa) y al sur con la provincia de Macerata.
Los principales ríos en la provincia son, de norte a sur:
- Cesano
- Misa
- Esino
- Musone

El punto más alto en la provincia es la cima norte de Serra Santa,(43°14′42″N 12°49′34″E / 43.24500, 12.82611), en los Apeninos con una altitud de 1421 metros.
En la provincia hay dos áreas protegidas principales:
- Parque regional del Conero (en italiano: Parco regionale del Conero); y
- Parque natural regional de la Garganta de la Rossa y de Frasassi (en italiano: Parco naturale regionale della Gola della Rossa e di Frasassi).

## Población
Al 1 de enero de 2017, la población de la provincia era de 474 124, para una densidad poblacional de 241,5 habitantes/km². El municipio con más habitantes es Ancona con 100 696 habitantes. El municipio con menor población es Poggio San Marcello con 685 habitantes.
Evolución de la población en la provincia de Ancona
† Población estimada al 1 de enero de 2017

### Municipios principales
La siguiente tabla muestra los 10 municipios de mayor población en la provincia y sus respectivas superficies:
| N.º | Municipio           | Población (2017) | Área (km²) |
| --- | ------------------- | ---------------- | ---------- |
| 1   | Ancona              | 100 696          | 124,84     |
| 2   | Senigallia          | 44 706           | 117,77     |
| 3   | Iesi                | 40 318           | 108,90     |
| 4   | Osimo               | 34 918           | 106,74     |
| 5   | Fabriano            | 31 212           | 272,08     |
| 6   | Falconara Marittima | 26 331           | 25,82      |
| 7   | Castelfidardo       | 18 679           | 33,39      |
| 8   | Chiaravalle         | 14 800           | 17,60      |
| 9   | Loreto              | 12 810           | 17,90      |
| 10  | Montemarciano       | 9930             | 22,31      |

## División administrativa
Los 47 comuni (municipios) en la provincia son:
1. Agugliano
2. Ancona
3. Arcevia
4. Barbara
5. Belvedere Ostrense
6. Camerano
7. Camerata Picena
8. Castelbellino
9. Castelfidardo
10. Castelleone di Suasa
11. Castelplanio
12. Cerreto d'Esi
13. Chiaravalle
14. Corinaldo
15. Cupramontana
16. Fabriano
17. Falconara Marittima
18. Filottrano
19. Genga
20. Iesi
21. Loreto
22. Maiolati Spontini
23. Mergo
24. Monsano
25. Monte Roberto
26. Monte San Vito
27. Montecarotto
28. Montemarciano
29. Morro d'Alba
30. Numana
31. Offagna
32. Osimo
33. Ostra
34. Ostra Vetere
35. Poggio San Marcello
36. Polverigi
37. Rosora
38. San Marcello
39. San Paolo di Jesi
40. Santa Maria Nuova
41. Sassoferrato
42. Senigallia
43. Serra de' Conti
44. Serra San Quirico
45. Sirolo
46. Staffolo
47. Trecastelli

El municipio de mayor superficie es Fabriano, con 272,08 km², y el menor es Concamarise, con 6,05 km². Hay dos municipios con menos de 1000 habitantes (2017)ː San Paolo di Jesi con 912 habitantes, y Poggio San Marcello con 685 habitantes.

## Galería

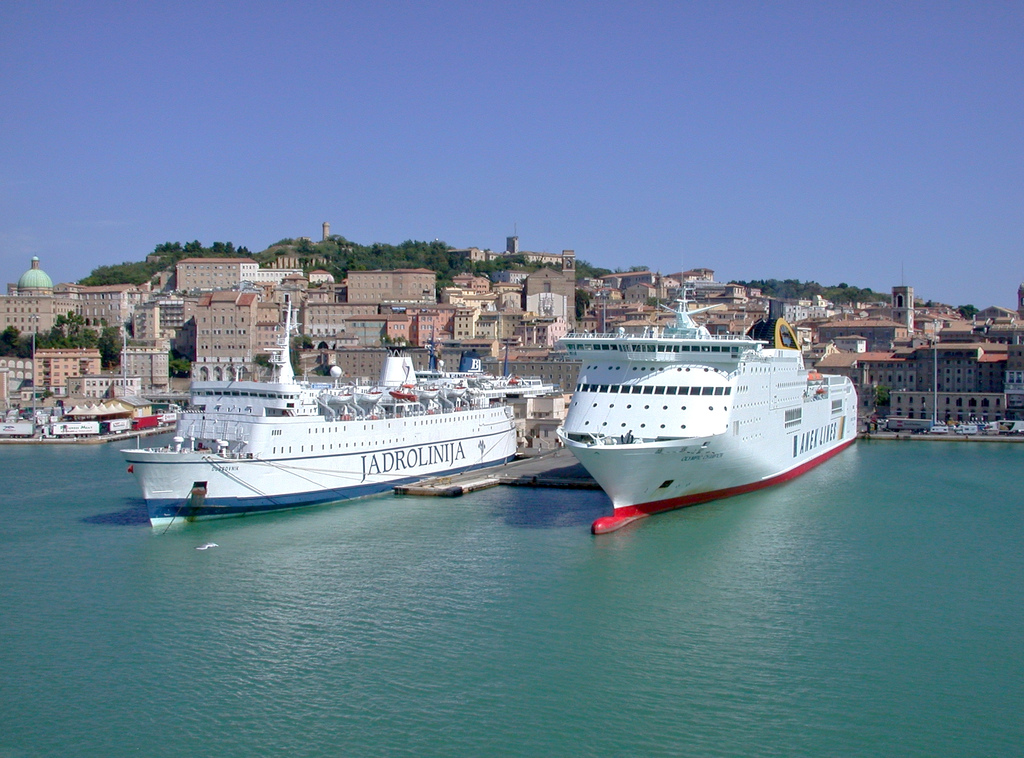
Puerto de Ancona.
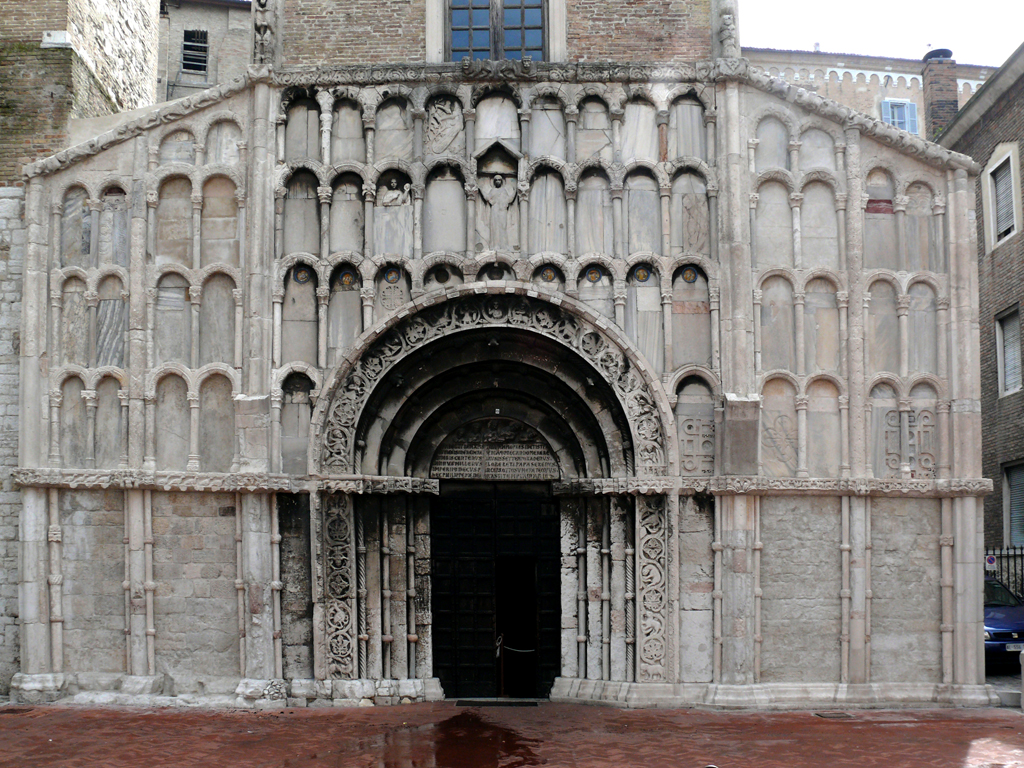
Santa Maria della Piazza, Ancona.
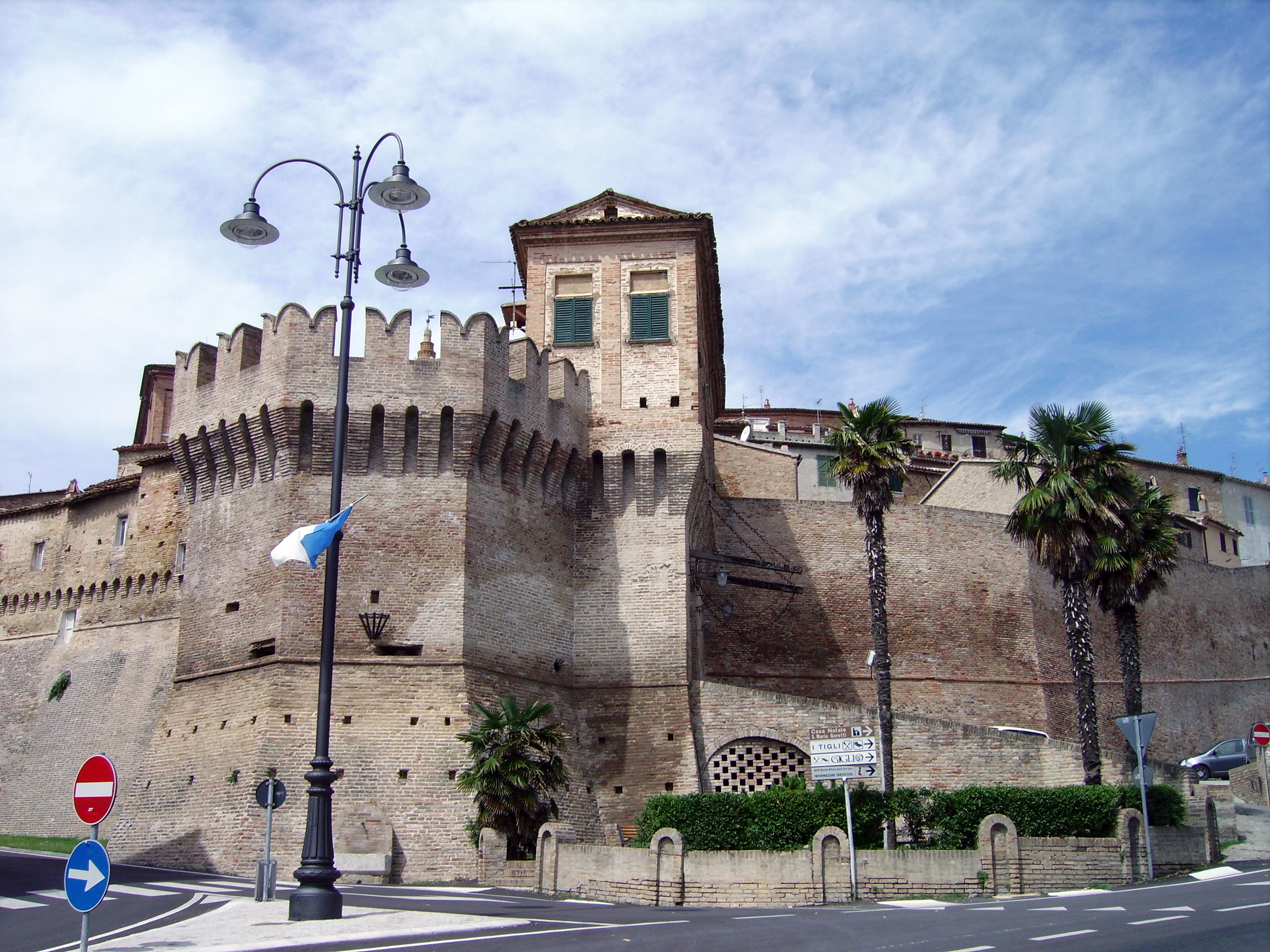
Corinaldo.
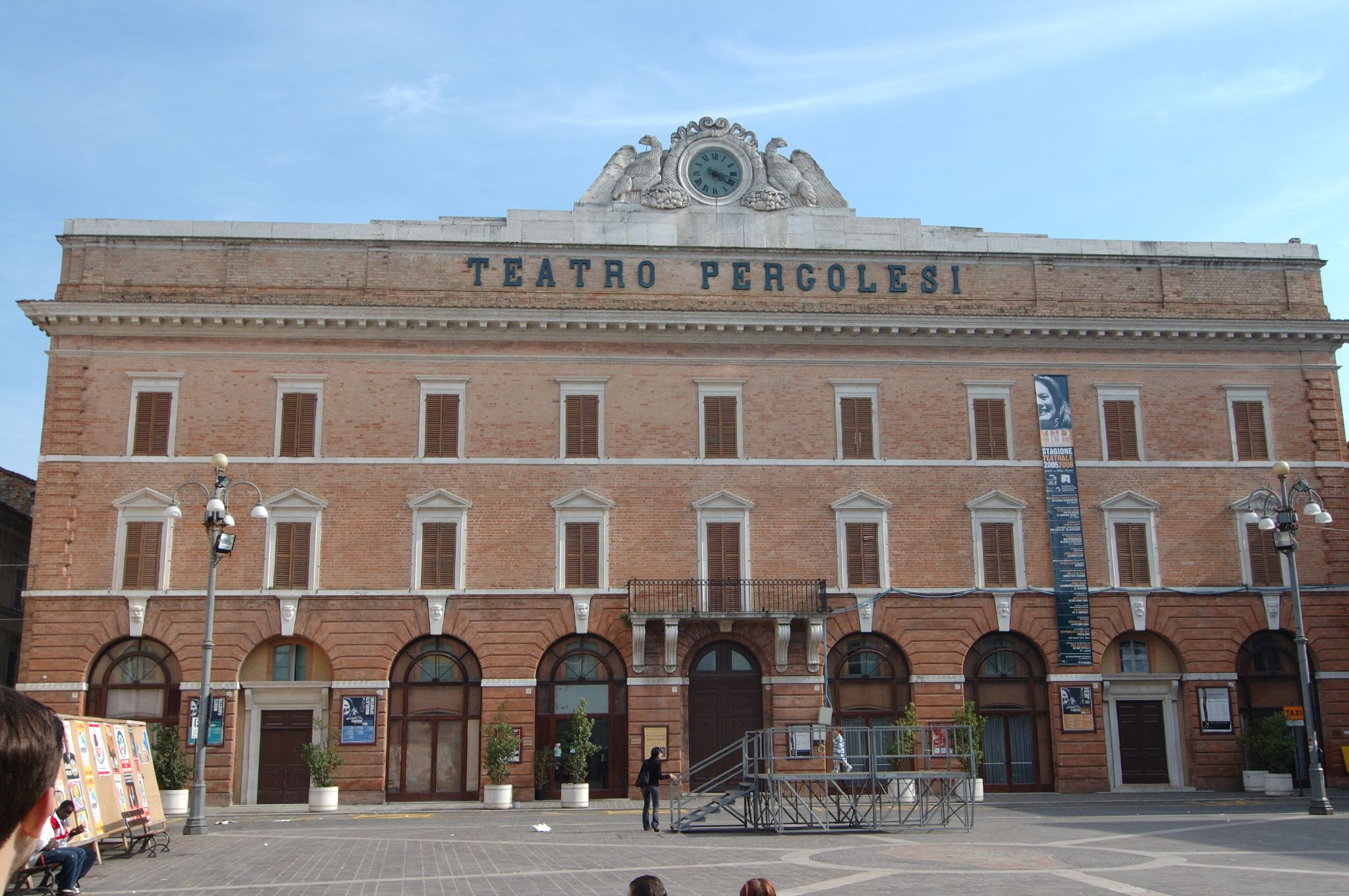
Teatro Pergolesi, Jesi.
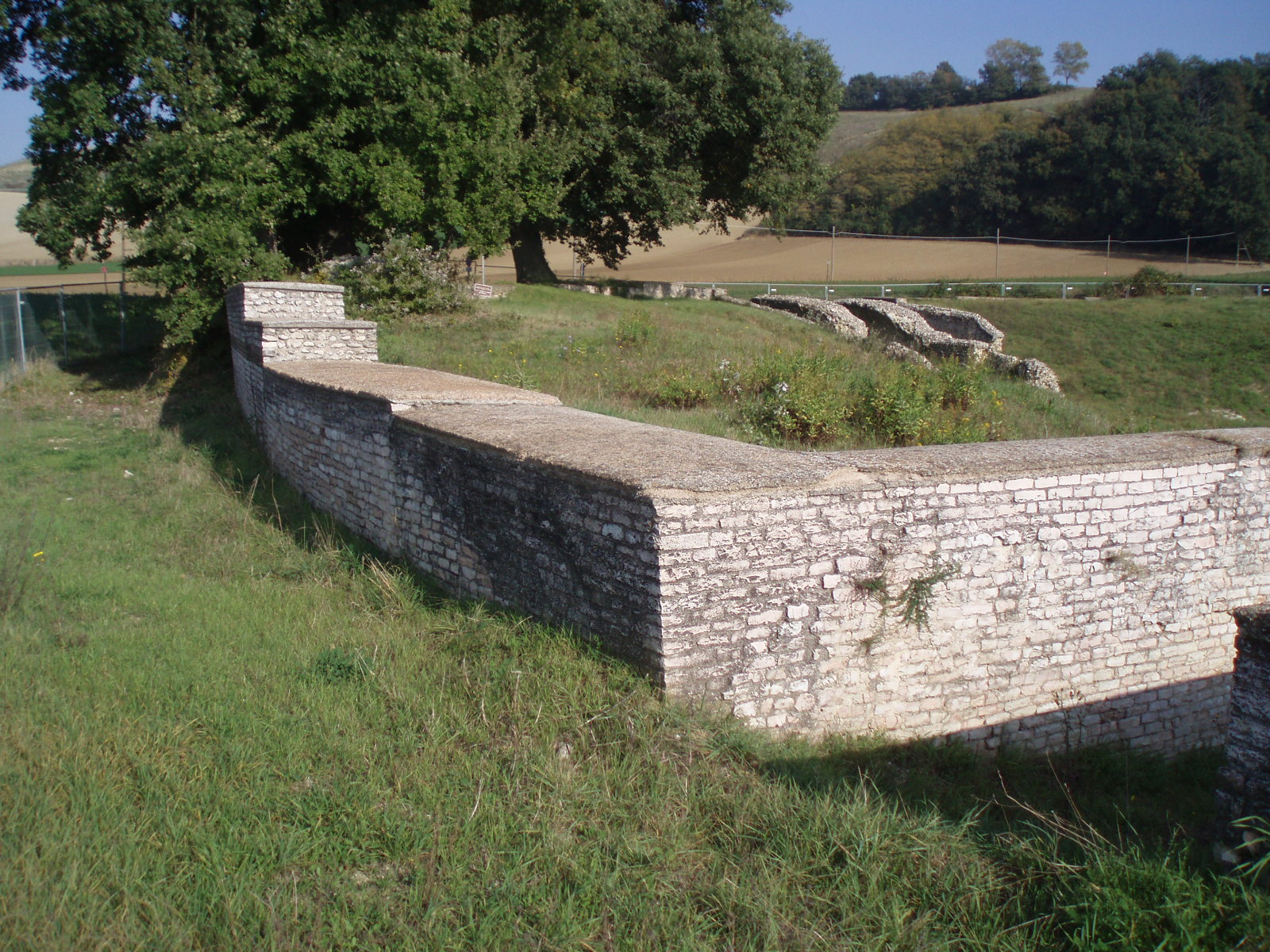
Anfiteatro, Castelleone di Suasa.